# Miriam Karlin
Pour les articles homonymes, voir Karlin.
Miriam Samuels, OBE, née le 23 juin 1925 à Londres (quartier d'Hampstead), ville où elle est morte (quartier de St John's Wood) le 3 juin 2011, est une actrice britannique, connue sous le nom de scène de Miriam Karlin.

## Biographie
Diplômée en 1946 de la Royal Academy of Dramatic Art de Londres, Miriam Karlin entame sa carrière au théâtre et joue souvent dans sa ville natale. Elle y participe notamment aux pièces La Mauvaise Graine (en) de Maxwell Anderson (1955, avec Diana Wynyard et Margalo Gillmore), L'Œuf de Félicien Marceau (1957, avec Nigel Patrick et Austin Trevor), Qui a peur de Virginia Woolf ? d'Edward Albee (1974, avec Bernard Horsfall), Arrêt d'autobus (en) de William Inge (1976, avec Keir Dullea et Lee Remick), ou encore Henry IV (Ire et IIe parties) de William Shakespeare (1982, avec Patrick Stewart dans le rôle-titre et Joss Ackland).
Toujours à Londres, s'ajoutent quelques comédies musicales, dont Un violon sur le toit sur une musique de Jerry Bock (1967, avec Chaim Topol).
Au cinéma, elle contribue à trente-sept films, majoritairement britanniques ou en coproduction (dont des courts métrages), le premier sorti en 1952. Mentionnons L'Autre Homme d'Anatole Litvak (1955, avec Vivien Leigh et Kenneth More), Le Cabotin de Tony Richardson (1960, avec Laurence Olivier et Brenda De Banzie), Orange mécanique de Stanley Kubrick (1971, avec Malcolm McDowell et Patrick Magee), Mahler de Ken Russell (1974, avec Robert Powell dans le rôle-titre et Georgina Hale), Les Larmes d'un homme de Sally Potter (coproduction franco-britannique, 2000, avec Christina Ricci et Cate Blanchett), ainsi que Flashbacks of a Fool de Baillie Walsh (avec Daniel Craig et Helen McCrory), son dernier film sorti en 2008.
À la télévision britannique, Miriam Karlin se produit dans quatorze téléfilms (les premiers souvent d'origine théâtrale) diffusés dès 1946 et jusqu'en 1990. S'ajoutent trente-et-une séries, là encore parfois liées au théâtre, à partir de 1953 ; les deux dernières sont Inspecteurs associés (un épisode, 2005) et Miss Marple (un épisode, 2006).
Elle est l'auteur d'une autobiographie titrée Some Sort of a Life et publiée en 2007.

## Théâtre (sélection)
(pièces, sauf mention contraire)

### Londres
- 1951 : Women of Twilight de Sylvia Rayman
- 1953 : Pluie (Rain) de John Colton et Clemence Randolph
- 1955 : La Mauvaise Graine (The Bad Seed) de Maxwell Anderson
- 1956-1957 : Le Journal d'Anne Frank (The Diary of Anne Frank) de Frances Goodrich et Albert Hackett
- 1957 : L'Œuf (The Egg) de Félicien Marceau, adaptation de Charles Frank
- 1960 : Fings Ain't Wot They Used T'be, comédie musicale, musique et lyrics de Lionel Bart, livret de Frank Norman
- 1967 : Un violon sur le toit (Fiddler on the Roof), comédie musicale, musique de Jerry Bock, lyrics de Sheldon Harnick, livret de Joseph Stein, mise en scène et chorégraphie de Jerome Robbins : Golde[2]
- 1973 : Les uns chez les autres (How the Other Half Loves) d'Alan Ayckbourn
- 1973 : Zorba, comédie musicale, musique de John Kander, lyrics de Fred Ebb, livret de Joseph Stein
- 1974 : Qui a peur de Virginia Woolf ? (Who's Afraid of Virginia Woolf?) d'Edward Albee
- 1976 : Arrêt d'autobus (Bus Stop) de William Inge
- 1979 : The Undertaking de Trevor Baxter
- 1982 : Henry IV (Ire et IIe parties) de William Shakespeare : Mistress Quickly
- 1985-1986 : Torch Song Trilogy d'Harvey Fierstein
- 1986 : Léonie est en avance ou le Mal joli (Scenes from a Marriage) de Georges Feydeau, adaptation de Peter Barne
- 1993 : Tables séparées (Separate Tables) de Terence Rattigan
- 1994 : The Old Ladies de Rodney Ackland (en)
- 1997 : Tongue of a Bird d'Ellen MacLauglin

### Autres lieux
- 1944-1945 : Sainte Jeanne (Saint Joan) de George Bernard Shaw (Bristol)
- 1952 : Women of Twilight de Sylvia Rayman (Broadway, New York)
- 1956 : Misalliance de George Bernard Shaw (Brighton)
- 1984-1985 : Pack of Lies de Hugh Whitemore (Bath)

## Filmographie partielle

### Cinéma
(films britanniques, sauf mention contraire)
- 1955 : L'Autre Homme (The Deep Blue Sea) d'Anatole Litvak : une serveuse
- 1957 : Le Trottoir (Flesh Is Weak) de Don Chaffey : Betty
- 1958 : Agent secret S.Z. (Carve Her Name With Pride) de Lewis Gilbert : Jennie Wilson
- 1959 : Les Chemins de la haute ville (Room at the Top) de Jack Clayton : Gertrude
- 1960 : Le Cabotin (The Entertainer) de Tony Richardson : une soubrette
- 1960 : Les Dessous de la millionnaire (The Millionaires) d'Anthony Asquith : Mme Maria Joe
- 1962 : Le Fantôme de l'Opéra (The Phantom of the Opera) de Terence Fisher : une femme de ménage
- 1962 : Choc en retour (I Thank a Fool) de Robert Stevens : une femme au Black Maria
- 1963 : The Small World of Sammy Lee de Ken Hughes : Milly
- 1967 : Just Like a Woman de Robert Fuest : Ellen Newman
- 1971 : Orange mécanique (A Clockwork Orange) de Stanley Kubrick : la femme aux chats
- 1974 : Mahler de Ken Russell : Tante Rosa
- 1992 : Utz, la passion de l'art (Utz) de George Sluizer : la grand-mère
- 1997 : Incognito de John Badham (film américain) : Marina
- 2000 : Les Larmes d'un homme (The Man Who Cried) de Sally Potter : Mme Goldstein
- 2006 : Les Fils de l'homme (Children of Men) d'Alfonso Cuarón : la grand-mère allemande emprisonnée
- 2008 : Flashbacks of a Fool de Baillie Walsh : Mme Rogers

### Télévision

#### Séries télévisées
- 2005 : Inspecteurs associés (Dalziel and Pascoe), saison 9, épisode 1 La Pêche aux membres (Heads You Lose) : Judith Bateman
- 2006 : Miss Marple (Agatha Christie's Marple), saison 2, épisode 3 Mon petit doigt m'a dit (By the Pricking of My Thumbs) de Peter Medak : Marjorie Moody

#### Téléfilms
- 1946 : Alice de George More O'Ferrall : la cuisinière
- 1953 : The Affair of Assino de Julian Amyes : Tina Pacetti
- 1988 : Le Journal d'Anne Frank (The Attic: The Hiding of Anne Frank) de John Erman : Mme Samson